# Аллейн-Форте, Аде
Аде Фрэнки Аллейн-Форте (англ. Ade Franci Alleyne-Forte; род. 11 октября 1988, Сан-Фернандо, Тринидад и Тобаго) — легкоатлет из Тринидада и Тобаго, специализирующийся в беге на 400 метров. Бронзовый призёр Олимпийских игр 2012 года, бронзовый призёр чемпионата мира в помещении 2016 года в эстафете 4×400 метров.

## Биография
Дебютировал на международной арене в 16 лет. В 2005 году завоевал серебряную медаль в шведской эстафете на юношеском чемпионате мира (также выступал на этом турнире в беге на 200 и 400 метров, но не столь успешно).
На Панамериканском чемпионате среди юниоров в 2007 году стал бронзовым призёром в беге на 400 метров (46,27 — личный рекорд), а также завоевал золото на последнем этапе эстафеты 4×400 метров.
В 2008 году поступил в Университет штата Луизиана, где на протяжении четырёх лет изучал психологию и тренировался в студенческой команде. Три раза становился призёром чемпионата NCAA в эстафете, а в год выпуска установил в беге на 400 метров личный рекорд 46,13. С этим результатом Аде финишировал шестым в финале национального чемпионата и отобрался на Олимпийские игры 2012 года. В Лондоне был участником команды Тринидада и Тобаго, которая завоевала бронзовые медали в эстафете 4×400 метров с новым рекордом страны — 2.59,40.
В следующий раз выступил за сборную лишь спустя четыре года на чемпионате мира в помещении 2016 года, где вместе с партнёрами по команде вновь стал бронзовым призёром в эстафете.

## Основные результаты
| Год  | Турнир                                  | Место проведения       | Дисциплина        | Место       | Результат |
| ---- | --------------------------------------- | ---------------------- | ----------------- | ----------- | --------- |
| 2005 | Чемпионат мира среди юношей             | Марракеш, Марокко      | 200 м             | 41-е (заб.) | 22,34     |
| 2005 | Чемпионат мира среди юношей             | Марракеш, Марокко      | 400 м             | 20-е (1/2)  | 49,92     |
| 2005 | Чемпионат мира среди юношей             | Марракеш, Марокко      | шведская эстафета | 2-е         | 1.52,51   |
| 2006 | Чемпионат мира среди юниоров            | Пекин, Китай           | эстафета 4×400 м  | 9-е (заб.)  | 3.08,27   |
| 2007 | Панамериканский чемпионат среди юниоров | Сан-Паулу, Бразилия    | 400 м             | 3-е         | 46,27     |
| 2007 | Панамериканский чемпионат среди юниоров | Сан-Паулу, Бразилия    | эстафета 4×400 м  | 1-е         | 3.05,70   |
| 2012 | Олимпийские игры                        | Лондон, Великобритания | эстафета 4×400 м  | 3-е         | 2.59,40   |
| 2016 | Чемпионат мира в помещении              | Портленд, США          | эстафета 4×400 м  | 3-е         | 3.05,51   |